# مارلون غرين
مارلون غرين (بالإنجليزية: Marlon Green)‏ هو طيار أمريكي، ولد في 6 يونيو 1929، وتوفي في 6 يوليو 2009.